# P/2014 A2 (Hill)
P/2014 A2 (Hill) — одна з короткоперіодичних комет сім'ї Юпітера. Ця комета була відкрита 9 січня 2014 року у рамках Каталінського огляду неба; комета мала 18.5m на час відкриття. У цей час комета й досягла своєї максимальної зоряної величини. 